# 이브티하즈 무하마드
이브티하즈 무하마드(영어: Ibtihaj Muhammad, 1995년 12월 4일~)는 미국의 펜싱 선수로  주 종목은 사브르이다. 2016년 하계 올림픽 여자 사브르 단체전 종목에서 동메달을 획득했으며 세계 선수권 대회에서 금메달 1개, 동메달 4개를 획득했다.

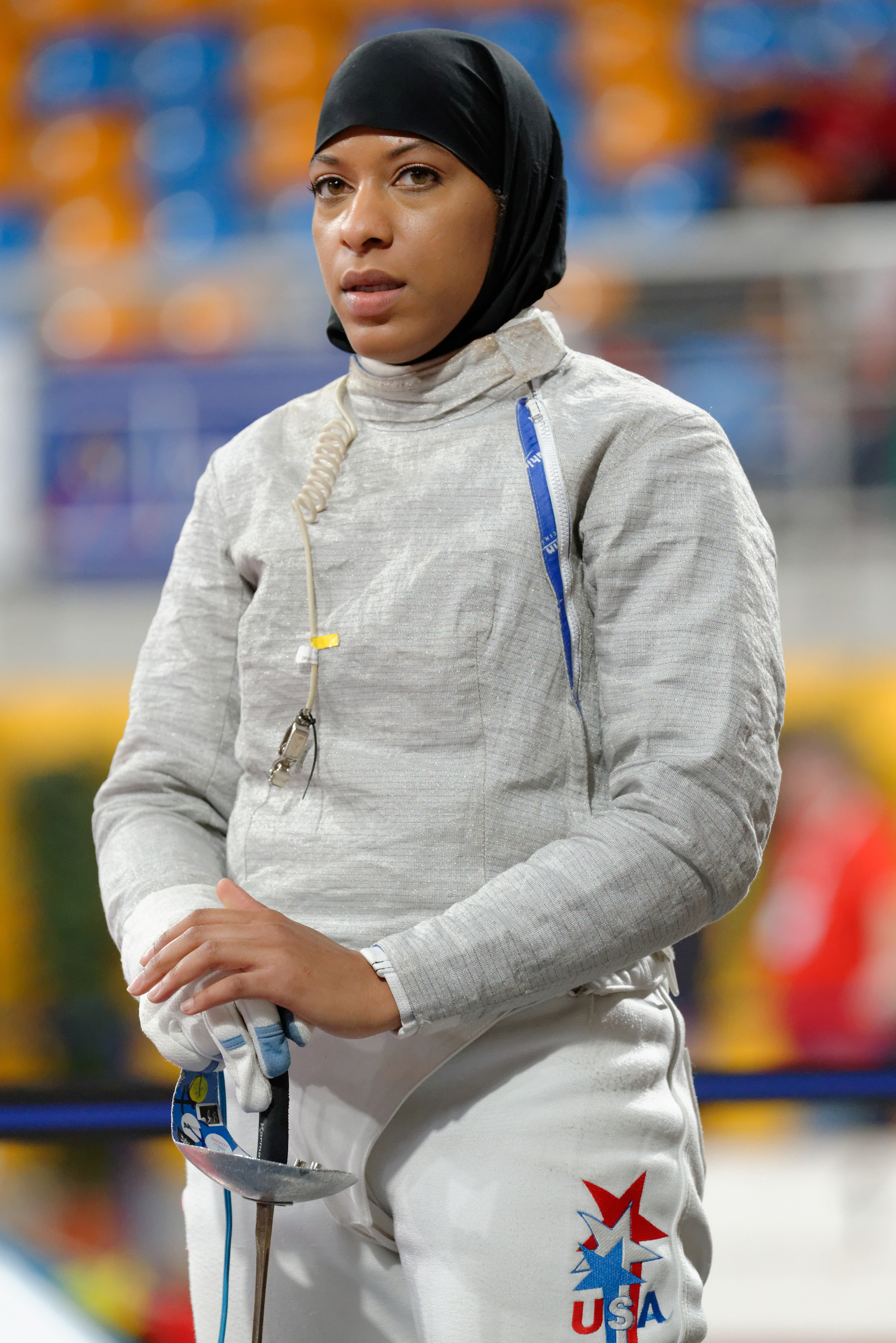
2014년오를레앙 월드컵 당시의 무하마드